# Eusaproecius punctulatus
Eusaproecius punctulatus là một loài bọ cánh cứng trong họ Bọ hung (Scarabaeidae).